# JPEGMafia
Баррингтон ДеВон Хендрикс (англ. Barrington DeVaughn Hendricks; род. 22 октября 1989, Хемпстед, Нью-Йорк), более известный под псевдонимом JPEGMAFIA — американский рэпер, певец и музыкальный продюсер. Подписав сделку с лейблом Republic Records, он выпустил дебютный студийный альбом Black Ben Carson (2016). Широкое признание критиков получил после выхода пластинки Veteran (2018). 
Его третий альбом All My Heroes Are Cornballs (2019) был выпущен независимо и попал в чарт Billboard 200, однако позже он вернулся к сотрудничеству с Republic, на котором вышла четвёртая пластинка LP! (2021). В 2023 году JPEGMafia выпустил совместный с Дэнни Брауном релиз Scaring the Hoes. Пятый студийный альбом I Lay Down My Life for You вышел в 2024 году.

## Ранняя жизнь
ДеВон родился во Флэтбуше, Бруклин, в семье ямайцев. Когда ДеВону было 13 лет, его семья переехала в Алабаму, где он впервые встретился с расизмом, что позже оказало сильное влияние на его музыку. Хендрикс переехал в Луизиану и поступил на службу в ВВС США в возрасте 18 лет. Он служил в Ираке, а также некоторое время в Кувейте, Германии, Японии и Северной Африке, прежде чем был с честью демобилизирован после того, как высказался против злоупотреблений со стороны начальства. Хотя ранее он заявлял, что имеет степень магистра журналистики, Хендрикс с тех пор пояснил, что официально степень ему не присуждалась, хотя он и изучал предмет во время службы. В апреле 2021 года Хендрикс сообщил в социальных сетях, что в детстве пережил «сексуальное, вербальное и физическое насилие».

## Карьера

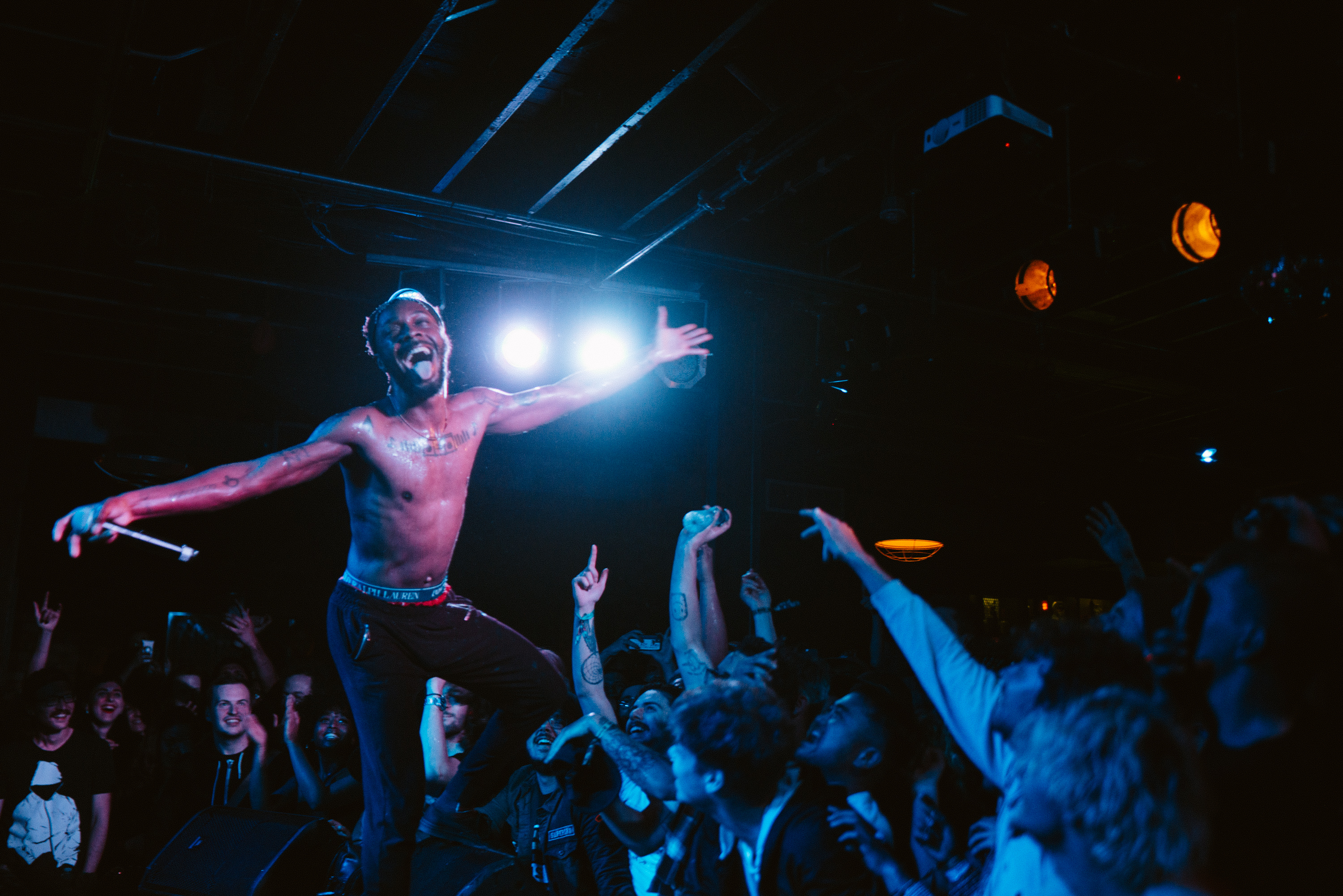
Хендрикс выступает в 2019

У Хендрикса появился интерес к продюсированию музыки в возрасте 15 лет, тогда он стал учиться сэмплировать. Музыкант отмечал, что его инструменталы никому не нравились, поэтому он начал читать рэп. Хендрикс сказал: «Я в первую очередь продюсер, а затем рэпер, но я отношусь к обоим [занятиям] серьёзно».
Во время службы в Японии он продюсировал и писал музыку под псевдонимом Devon Hendryx. В тот период рэпер выпустил несколько альбомов, включая Generation Y, Dreamcast Summer Songs и The Ghost~Pop Tape. В 2015 году он переехал в Балтимор, где начал писать музыку под своим псевдонимом JPEGMafia, в тот же год вышел микстейп Communist Slow Jams. Всего месяц спустя он выпустил вторую пластинку Darkskin Manson, вдохновлённую беспорядками в Балтиморе 2015 года. В феврале вышел дебютный студийный альбом Black Ben Carson, отличающийся гораздо более резким и искажённым звучанием, чем его прошлые проекты. Четыре месяца спустя он выпустил совместный мини-альбом с другим рэпером Freaky под названием The 2nd Amendment. Прожив в Балтиморе менее трёх лет, музыкант переехал в Лос-Анджелес для записи своей следующей полноформатной пластинки. В январе 2018 года он выпустил второй студийный альбом Veteran, получивший широкое признание критиков.
После выхода Veteran Хендрикс приступил к работе над своим следующим альбомом. Всего он записал 93 песни, которые смикшировал и отмастерил в конце тура Винса Стейплса, в котором JPEGMafia принимал участие. Первый сингл с пластинки «Jesus Forgive Me, I Am a Thot» вышел 13 августа 2019 года. Второй студийный альбом All My Heroes Are Cornballs увидел свет 13 сентября 2019 года и стал его первым полноформатным релизом, попавшим в чарты. В октябре 2019 года рэпер отправился в тур JPEGMafia Type Tour в поддержку новой пластинки.
В течение 2020 года Хендрикс выпустил несколько синглов, позже собрав их в единый мини-альбом под названием EP!. 12 февраля 2021 года вышел его сиквел. 2 октября JPEGMafia анонсировал альбом LP!, который был выпущен 22 октября 2021 года, в день его рождения.
15 января 2023 года Хендрикс в своих социальных сетях заявил о работе над совместным проектом с рэпером Дэнни Брауном. 13 марта 2023 года был выпущен лид-сингл «Lean Beef Patty». 21 марта вышел второй сингл «Scaring The Hoes». Три дня спустя вышел одноимённый альбом. 11 июля на потоковых сервисах была выпущена расширенная версия пластинки под названием Scaring the Hoes: DLC Pack, в которую вошли четыре бонусных трека.
JPEGMafia стал соавтором и продюсером треков «Stars», «Fuk Sumn», «Beg Forgiveness» и «King» из альбома Vultures 1 Канье Уэста и Ty Dolla Sign, выпущенного 10 февраля 2024 года. В августе того же года вышел пятый студийный альбом исполнителя I Lay Down My Life for You.

## Музыкальный стиль
Музыка JPEGMafia относится к экспериментальному хип-хопу. Она включает в себя широкий спектр жанров, таких как трэп, R&B, vaporwave и нойз-рэп.
В интервью с Кембриджским союзом, рэпер сказал, что его главным вдохновителем является Канье Уэст. Он также отмечал Hanson, Ol’ Dirty Bastard, Throbbing Gristle, Skinny Puppy, MF DOOM, Lil B, SpaceGhostPurrp, Дэнни Брауна, Chief Keef, Ice Cube, Рика Рубина, Cam’Ron, Бьорк, Жанель Монэ, Radiohead, The Backstreet Boys, Dirty Beaches и Arca среди своих любимых исполнителей.

## Дискография
Студийный альбом
- Black Ben Carson[англ.] (2016)
- Veteran[англ.] (2018)
- All My Heroes Are Cornballs[англ.] (2019)
- LP![англ.] (2021)
- I Lay Down My Life for You[англ.] (2024)

Совместные альбомы
- The 2nd Amendment (2016) (совместно с Freaky)
- Scaring the Hoes[англ.] (2023) (совместно с Дэнни Брауном)